# NGC 865
NGC 865 è una galassia a spirale situata nella costellazione del Triangolo, a una distanza di circa 132 milioni di anni luce dalla nostra Via Lattea.

## Scoperta
La galassia è stata scoperta il 9 settembre 1871 dall'astronomo francese Édouard Stephan.

## Descrizione
NGC 865 presenta una larga riga a 21 cm dell'idrogeno neutro.